# Gary J. Volesky

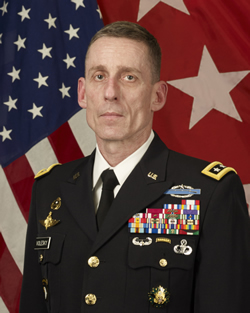
Gary J. Volesky (2017)

Gary Joseph Volesky (* 7. September 1961 in Spokane, Spokane County, Washington) ist ein pensionierter Generalleutnant der United States Army.
Gary Volesky besuchte bis 1979 die Ferris High School in seiner Geburtsstadt Spokane. Über das ROTC-Programm der Eastern Washington University gelangte er im Jahr 1983 in das Offizierskorps des US-Heeres. Dort wurde er als Leutnant der Infanterie zugeteilt. In der Armee durchlief er anschließend alle Offiziersränge vom Leutnant bis zum Drei-Sterne-General.
Im Lauf seiner militärischen Karriere absolvierte Volesky verschiedene Kurse und Schulungen. Dazu gehörten unter anderem die Princeton University, das Command and General Staff College und das Air War College der United States Air Force. In seinen jüngeren Jahren absolvierte er den für Offiziere in den niederen Rangstufen üblichen Dienst in verschiedenen Einheiten und Standorten. Im weiteren Verlauf seiner Laufbahn kommandierte er Einheiten auf fast allen militärischen Ebenen bis zum Korpskommandeur. Zwischenzeitlich wurde er auch als Stabsoffizier, darunter auch im Pentagon, eingesetzt. Er nahm aktiv am Zweiten Golfkrieg, am Irakkrieg und am Afghanistankrieg teil.
Bis Juni 2014 war Volesky Leiter der Stabsabteilung für öffentliche Angelegenheiten der Armee (Chief of Public Affairs). Dann übernahm er als Nachfolger von James C. McConville das Kommando über die 101. Luftlandedivision. Dieses Amt übte er bis zum Januar 2017 aus. Zunächst wurde er für kurze Zeit mit Teilen seiner Division nach Liberia abkommandiert um bei der Bekämpfung der Ebolaseuche humanitäre Hilfe zu leisten. Ab 2015 leitete er gleichzeitig die Bodentruppen der Combined Joint Task Force – Operation Inherent Resolve an der auch Teile der 101. Luftlandedivision beteiligt waren.
Nach dem Volesky im Januar 2017 das Kommando über die 101. Luftlandedivision an Andrew P. Poppas übergeben hatte, löste er am 3. April 2017 unter Beförderung zum Drei-Sterne-General Stephen Lanza als Kommandeur des I. Korps ab. Dessen Hauptquartier befindet sich in Fort Lewis im Bundesstaat Washington. Volesky führte dieses Korps bis zu seiner Pensionierung im Februar 2020.
Nach seiner Pensionierung erhielt Voleskey eine militärische Beraterfunktion. Im Sommer 2022 geriet er in die Schlagzeilen, als er die Präsidentengattin Jill Biden wegen ihrer Einstellung zur Frage der Abtreibung scharf kritisierte. Als Folge wurde er von seiner Beraterfunktion entbunden.

## Orden und Auszeichnungen
Gary Volesky erhielt im Lauf seiner militärischen Laufbahn unter anderem folgende Auszeichnungen:
- Army Distinguished Service Medal
- Silver Star
- Defense Superior Service Medal
- Legion of Merit
- Purple Heart
- Meritorious Service Medal
- Bronze Star Medal
- Army Commendation Medal
- Army Achievement Medal
- National Defense Service Medal
- Southwest Asia Service Medal
- Afghanistan Campaign Medal
- Iraq Campaign Medal
- Inherent Resolve Campaign Medal
- Global War on Terrorism Expeditionary Medal
- Global War on Terrorism Service Medal
- Army Service Ribbon
- Overseas Service Ribbon
- NATO-Medaille
- Kuwait Liberation Medal (Saudi-Arabien)
- Kuwait Liberation Medal (Kuwait)